# Puyloubier
Puyloubier è un comune francese di 1 908 abitanti situato nel dipartimento delle Bocche del Rodano della regione della Provenza-Alpi-Costa Azzurra.
Presso Puyloubier è ubicata la sede di una struttura della Legione straniera francese dedicata all'accoglienza dei veterani del Corpo al termine della carriera. I veterani si dilettano nell'agricoltura, nella scrittura e nei racconti ai giovani francesi e i giovani legionari neo arruolati che passano per Puyloubier per completare il loro addestramento sotto il profilo morale.

## Società

### Evoluzione demografica
Abitanti censiti